# Liste des cavités naturelles les plus profondes du Gard
La liste des cavités naturelles les plus profondes du Gard recense, sous forme de tableau(x), les cavités souterraines naturelles connues dans ce département français, dont le dénivelé est supérieur ou égal à cent mètres.
La communauté spéléologique considère qu'une cavité souterraine naturelle n'existe vraiment qu'à partir du moment où elle est « inventée » c'est-à-dire découverte (ou redécouverte), inventoriée, topographiée et publiée. Bien sûr, la réalité physique d'une cavité naturelle est la plupart du temps bien antérieure à sa découverte par l'homme ; cependant tant qu'elle n'est pas explorée, mesurée et révélée, la cavité naturelle n'appartient pas au domaine de la connaissance partagée.
La liste spéléométrique des 43 plus profondes cavités naturelles du Gard (≥ cent mètres) est actualisée à fin décembre 2022.
La plus profonde cavité souterraine naturelle répertoriée dans le département du Gard est  « l'aven de Combe Albert », sur la commune de Trèves (cf. ligne 1 du tableau ci-dessous).
| \| Histogramme de la répartition des plus profondes cavités naturelles du Gard par classe de dénivelé -- Les 43 cavités citées fin 2022 sont réparties en 4 classes de dénivelé -- \| \| \| \| \| \| \| \| \| \| \| \| \| \| \| classe I >= 500 m 0 cavité[s] \| classe II >= 200 m et < 500 m 8 cavités \| classe III >= 150 m et < 200 m 8 cavités \| classe IV >= 100 m et < 150 m 27 cavités \| \| |                               |                                         |                                          |                                          |  |
| Le graphique qui aurait dû être présenté ici ne peut pas être affiché car il utilise l'ancienne extension Graph, désactivée pour des questions de sécurité. Des indications pour créer un nouveau graphique avec la nouvelle extension Chart sont disponibles ici . |                               |                                         |                                          |                                          |  |
| Histogramme de la répartition des plus profondes cavités naturelles du Gard par classe de dénivelé -- Les 43 cavités citées fin 2022 sont réparties en 4 classes de dénivelé -- |                               |                                         |                                          |                                          |  |
| |                               |                                         |                                          |                                          |  |
| | classe I >= 500 m 0 cavité[s] | classe II >= 200 m et < 500 m 8 cavités | classe III >= 150 m et < 200 m 8 cavités | classe IV >= 100 m et < 150 m 27 cavités |  |

## Cavités du Gard (France) dont la dénivellation est supérieure ou égale à500m
Aucune cavité est recensée dans cette « classe I » au 31-12-2022.

## Cavités du Gard (France) dont la dénivellation est comprise entre200 mètreset499 mètres
8 cavités sont recensées dans cette « classe II » au 31-12-2022.
| Réf. | Cavité (autres noms)  | Commune        | Massif ou zone    | Coordonnées (WGS 84)        | Dénivelée (mètres) | Développe. (mètres) | Sources ou références                                             | Mise à jour |
| ---- | --------------------- | -------------- | ----------------- | --------------------------- | ------------------ | ------------------- | ----------------------------------------------------------------- | ----------- |
| 1    | Aven de Combe Albert  | Trèves         | Causse Bégon      | 44° 03′ 36″ N, 3° 22′ 22″ E | +000363, m         | +4 200, m           | Spéléométrie de la France & Spéléoc no 10                         | 2000-00     |
| 2    | Aven du Pas de Madame | Sumène         | Ranc de Banes     | 43° 58′ 25″ N, 3° 43′ 37″ E | +000345, m         | +2 150, m           | Grottocenter                                                      | 2000-00     |
| 3    | Réseau de la Tessone  | Bez-et-Esparon | Causse de Blandas | 43° 57′ 55″ N, 3° 32′ 10″ E | +000326, m         | +14 962, m          | Site du CDS 30 & plongeesouterraine.org & spélunca 111            | 2015-12     |
| 4    | Évent de Rocalte      | Blandas        | Causse de Blandas | 43° 53′ 53″ N, 3° 30′ 10″ E | +000281, m         | +2 767, m           | plongeesout.com & Grottocenter                                    | 2000-00     |
| 5    | Aven de Rogues        | Rogues         | Causse de Blandas | 43° 53′ 24″ N, 3° 33′ 49″ E | +000253, m         | +11 091, m          | Site du CDS 30 & plongeesout.com & Grottocenter                   | 2000-00     |
| 6    | Aven Pernette         | Lanuéjols      | Causse Noir       | 44° 09′ 14″ N, 3° 23′ 16″ E | +000235, m         | +2 000, m           | Site du CDS 30 & Baumas-Explorations sous les causses 2000 - 2015 | 2016-07     |
| 7    | Aven des Lavandes     | Lanuéjols      |                   | 44° 08′ 09″ N, 3° 22′ 39″ E | +000212, m         | +3 700, m           | Site du CDS 30                                                    | 2000-00     |
| 8    | Grotte de Trabuc      | Mialet         |                   | 44° 06′ 29″ N, 3° 57′ 33″ E | +000211, m         | +10 190, m          | Site du CDS 30                                                    | 2000-00     |

## Cavités du Gard (France) dont la dénivellation est comprise entre150 mètreset199 mètres
8 cavités sont recensées dans cette « classe III » au 31-12-2022.
| Réf. | Cavité (autres noms)            | Commune            | Massif ou zone      | Coordonnées (WGS 84)        | Dénivelée (mètres) | Développe. (mètres) | Sources ou références                             | Mise à jour |
| ---- | ------------------------------- | ------------------ | ------------------- | --------------------------- | ------------------ | ------------------- | ------------------------------------------------- | ----------- |
| 10   | Source de Marnade               | Montclus           | Plateau de Méjannes | 44° 15′ 08″ N, 4° 26′ 28″ E | +000196, m         | +2 365, m           | Site du CDS 30, plongeesout.com & Spéléo magazine | 2023-03     |
| 11   | Évent de Rognès                 | Molières-Cavaillac |                     | 43° 57′ 45″ N, 3° 33′ 58″ E | +000173, m         | +20 600, m          | Site du CDS 30 & plongeesout.com                  | 2000-00     |
| 12   | Aven des Albarons               | Blandas            |                     | 43° 55′ 44″ N, 3° 32′ 24″ E | +000172, m         | +0700, m            | Grottocenter                                      | 2000-00     |
| 13   | Aven de Camelié                 | Lussan             | Plateau de Méjannes | 44° 12′ 08″ N, 4° 21′ 50″ E | +000171, m         | +6 930, m           | Site du CDS 30,                                   | 2000-00     |
| 14   | Aven de l’Agas                  | Méjannes-le-Clap   | Plateau de Méjannes | 44° 13′ 55″ N, 4° 20′ 38″ E | +000167, m         | +5 400, m           | Site du CDS 30, & Spelunca n°137                  | 2000-00     |
| 15   | Grotte de Baume Layrou          | Trèves             | Causse Bégon        | 44° 05′ 19″ N, 3° 24′ 11″ E | +000162, m         | +10 160, m          | Grottocenter                                      | 2000-00     |
| 16   | Aven Grégoire - grotte des Fées | Tharaux            | Plateau de Méjannes | 44° 14′ 21″ N, 4° 19′ 08″ E | +000157, m         | +5 000, m           | Site du CDS 30,                                   | 2000-00     |
| 17   | Aven Julian                     | Quissac            |                     | 43° 54′ 45″ N, 3° 57′ 32″ E | +000151, m         | +0753, m            | Spéléométrie de la France                         | 2000-00     |

## Cavités du Gard (France) dont la dénivellation est comprise entre100 mètreset149 mètres
27 cavités sont recensées dans cette « classe IV » au 31-12-2022.
| Réf. | Cavité (autres noms)           | Commune                   | Massif ou zone      | Coordonnées (WGS 84)        | Dénivelée (mètres) | Développe. (mètres) | Sources ou références                   | Mise à jour |
| ---- | ------------------------------ | ------------------------- | ------------------- | --------------------------- | ------------------ | ------------------- | --------------------------------------- | ----------- |
| 18   | Aven de la Coutelle            | Sumène                    |                     | 43° 58′ 19″ N, 3° 45′ 01″ E | +000130, m         | +0150, m            | Site du CDS 30                          | 2000-00     |
| 19   | Aven du Mas de Madier          | Méjannes-le-Clap          | Plateau de Méjannes | 44° 15′ 34″ N, 4° 20′ 55″ E | +000130, m         | +0230, m            | Site du CDS 30 & Grottocenter           | 2000-00     |
| 20   | Aven des Neuf Gorges           | Le Garn                   | Plateau du Garn     | 44° 20′ 16″ N, 4° 27′ 28″ E | +000130, m         | NC m                | Site du CDS 30 & Grottocenter           | 2000-00     |
| 21   | Grotte de la Décamagne         | Sainte-Anastasie          | Garrigue de Nîmes   | 43° 56′ 14″ N, 4° 22′ 19″ E | +000129, m         | +4 230, m           | Site du CDS 30 & Grottocenter           | 2000-00     |
| 22   | Aven de la Fage                | Sumène                    | Montagne de la Fage | 43° 59′ 28″ N, 3° 46′ 27″ E | +000129, m         | NC m                | Spéléométrie de la France               | 2000-00     |
| 23   | Aven du Camping de Montdardier | Montdardier               | Causse de Blandas   | 43° 55′ 44″ N, 3° 34′ 43″ E | +000126, m         | +0507, m            | Mirabal n°5 et Ratapanade n°6           | 2000-00     |
| 24   | Aven du Creux de Mouton        | Corconne                  | Coutach             | 43° 52′ 25″ N, 3° 55′ 21″ E | +000121, m         | NC m                | Spéléométrie de la France               | 2000-00     |
| 25   | Aven du Campouillas            | Montdardier               | Causse de Blandas   | 43° 54′ 52″ N, 3° 34′ 32″ E | +000120, m         | +0191, m            | Site du CDS 30                          | 2015-12     |
| 26   | Aven des Trois Pigeons         | Sainte-Anastasie          | Garrigue de Nîmes   | 43° 55′ 04″ N, 4° 23′ 15″ E | +000120, m         | +0570, m            | Site du CDS 30                          | 2000-00     |
| 27   | Aven des Pèbres                | Tharaux                   | Plateau de Méjannes | 44° 13′ 57″ N, 4° 19′ 12″ E | +000113, m         | +0938, m            | Site du CDS 30                          | 2015-12     |
| 28   | Évent de la Tuilède            | Rogues                    | Causse de Blandas   | 43° 51′ 26″ N, 3° 33′ 14″ E | +000113, m         | +4 004, m           | Site du CDS 30 & Grottocenter           | 2015-12     |
| 29   | Aven de la Vache               | Pompignan                 |                     | 43° 54′ 55″ N, 3° 51′ 23″ E | +000113, m         | +3 576, m           | Site du CDS 30 & Grottocenter           | 2000-00     |
| 30   | Foux de la Vis                 | Vissec                    | Causse du Larzac    | 43° 53′ 59″ N, 3° 28′ 58″ E | +000110, m         | +3 014, m           | Site du CDS 30 & plongeesout.com        | 2000-00     |
| 31   | Aven de l’Ours                 | Tharaux                   | Plateau de Méjannes | 44° 13′ 37″ N, 4° 19′ 22″ E | +000110, m         | +0205, m            | Site du CDS 30 & Spéléo magazine n° 120 | 2000-00     |
| 32   | Aven des Palombes              | La Cadière-et-Cambo       |                     | 43° 57′ 50″ N, 3° 48′ 54″ E | +000110, m         | NC m                | Site du CDS 30                          | 2000-00     |
| 33   | Aven de la Buse                | Montclus                  | Plateau de Méjannes | 44° 16′ 49″ N, 4° 23′ 51″ E | +000109, m         | +1 050, m           | Site du CDS 30,                         | 2000-00     |
| 34   | Aven des Fades                 | Vissec                    |                     | 43° 54′ 38″ N, 3° 27′ 52″ E | +000109, m         | +0300, m            | Site du CDS 30                          | 2000-00     |
| 35   | Évent de la Magnanerie         | Rogues                    | Causse de Blandas   | 43° 51′ 12″ N, 3° 32′ 29″ E | +000109, m         | +0688, m            | Spéléo magazine n° 110                  | 2020-06     |
| 36   | Aven de la Rabassière          | Montdardier               | Causse de Blandas   | 43° 57′ 00″ N, 3° 32′ 20″ E | +000108, m         | +0150, m            | Grottocenter                            | 2000-00     |
| 37   | Aven de l'Aspirateur           | Montclus                  | Plateau de Méjannes | 44° 15′ 28″ N, 4° 24′ 32″ E | +000107, m         | +1 900, m           | Site du CDS 30 & AVCFC                  | 2000-00     |
| 38   | Aven des Papés                 | Tharaux                   | Plateau de Méjannes | 44° 13′ 29″ N, 4° 18′ 50″ E | +000106, m         | +0450, m            | Site du CDS 30 & Spéléo magazine n° 120 | 2000-00     |
| 39   | Aven de la Lucarne             | Saint-Privat-de-Champclos |                     | 44° 15′ 58″ N, 4° 20′ 58″ E | +000105, m         | +0550, m            | Grottocenter                            | 2000-00     |
| 40   | Aven du Solitaire              | Méjannes-le-Clap          | Plateau de Méjannes | 44° 13′ 58″ N, 4° 21′ 38″ E | +000104, m         | +1 210, m           | Site du CDS 30 & GSBM                   | 2000-12     |
| 41   | Aven du Mas Mathon             | La Bruguière              | Garrigue d'Uzès     | 44° 06′ 00″ N, 4° 23′ 54″ E | +000103, m         | +0150, m            | Spéléométrie de la France               | 2000-00     |
| 42   | Évent de la Vernière           | Mialet                    |                     | 44° 08′ 14″ N, 3° 57′ 45″ E | +000102, m         | +1 693, m           | Site du CDS 30                          | 2000-00     |
| 43   | Aven du Suqual                 | Causse-Bégon              | Causse Bégon        | 44° 03′ 52″ N, 3° 20′ 21″ E | +000101, m         | +0193, m            | Spéléométrie de la France               | 2000-00     |
| 44   | Grotte des Cabanes du Trévezel | Dourbies                  | Causse Bégon        | 44° 05′ 27″ N, 3° 24′ 16″ E | +000100, m         | +5 200, m           | Grottocenter                            | 2000-00     |